# Phasidia
Phasidia é um gênero de traça pertencente à família Arctiidae.